# مات أبوت
مات أبوت (بالإنجليزية: Matt Abbott)‏ هو لاعب اللاكروس أمريكي، ولد في 10 سبتمبر 1986 في سيراكيوز في الولايات المتحدة.